# Aeroporto de Bremen
Aeroporto de Bremen ou, na sua forma portuguesa, de Brema (IATA: BRE; ICAO: EDDW; em alemão Flughafen Bremen) serve Bremen, segunda maior cidade do Norte da Alemanha. Está localizado a 3.5 km ao sul da cidade e recebeu 2.6 milhões de passageiros em 2013, sendo o 12º aeroporto mais movimentado da Alemanha. Serve como hub das empresas aéreas Germania e Ryanair.